# Macéo Beard
Macéo Beard-Aigret (* 12. Mai 2000 in Paris, Frankreich), meist nur Maceo Beard, genannt MC, ist ein französischer American-Football-Spieler auf der Position des Defensive Back. Er ist französischer Nationalspieler. Er war 2023 bei den Helvetic Guards in der European League of Football unter Vertrag und wurde in dieser Saison als ELF Defensive Player of the Year ausgezeichnet. In der Saison 2024 spielt er in der ELF für die Paris Musketeers.

## Karriere
Beard-Aigret begann mit Football 2016 in der Jugend der Montereau Strikers, wo er als Wide Receiver und Cornerback eingesetzt wurde. In diesem Jahr wurde er als Rookie des Jahres des Teams ausgezeichnet. Er wechselte zu den Kangourous de Pessac. Mit den Kangourous zog er 2017 und 2018 in den französischen Junior Bowl ein. Nach dem Sieg 2018 wurde Beard als Most Valuable Player ausgezeichnet wurde. Das Jahr 2018 verbrachte Beard teilweise am kanadischen College Cégep de Thetford. Bei der Junioren-Europameisterschaft 2019, als Frankreich den 3. Platz belegte, wurde Beard teilweise auch als Quarterback eingesetzt.
Mit den Thonon Black Panthers spielte Beard in der Saison 2020 erstmals in der französischen Championnat Élite, die Saison musste jedoch wegen der Covid-19-Pandemie nach drei Spieltagen abgebrochen werden. In diesem Jahr wurde er zum Combine der Canadian Football League (CFL) eingeladen, im folgenden Jahr zum NFL Combine. Die Saison 2021 spielte Beard für die Potsdam Royals in der German Football League. Mit der französischen Nationalmannschaft spielte er im Halbfinale der Europameisterschaft 2021.
2022 wurde Beard von Berlin Thunder in der European League of Football (ELF) verpflichtet. Er nahm erneut am CFL Combine teil, wurde in den Kader der Saskatchewan Roughriders aufgenommen aber kurz vor Saisonbeginn wieder entlassen. Er kehrte zu später Thunder zurück, brach sich aber nach vier Spielen den Knöchel. Für die Saison 2023 wurde Beard von der neu gegründeten Schweizer ELF-Franchise Helvetic Guards unter Vertrag genommen. In Woche 11 wurde er als MVP der Woche ausgezeichnet. Mit acht holte er die meisten Interceptions der Liga und wurde schließlich als ELF Defensive Player of the Year ausgezeichnet.
| Jahr                            | Team             | Spiele | Tackles | Tackles | Tackles | Tackles | Tackles | Interceptions | Interceptions | Interceptions | Interceptions | Fumbles | Fumbles | Fumbles |
| Jahr                            | Team             | Spiele | Total   | Solo    | Ast     | TFL     | Sack    | BrUp          | INT           | Yds           | TD            | FF      | FR      | TD      |
| ------------------------------- | ---------------- | ------ | ------- | ------- | ------- | ------- | ------- | ------------- | ------------- | ------------- | ------------- | ------- | ------- | ------- |
| European League of Football     |                  |        |         |         |         |         |         |               |               |               |               |         |         |         |
| 2022                            | Berlin Thunder   | 4      | 11      | 6       | 5       | 0       | 0       | 2             | 2             | 29            | 0             | 0       | 1       | 0       |
| 2023                            | Helvetic Guards  | 12     | 40      | 30      | 10      | 3       | 0       | 12            | 8             | 239           | 0             | 0       | 0       | 0       |
| 2024                            | Paris Musketeers |        |         |         |         |         |         |               |               |               |               |         |         |         |
| ELF Gesamt                      | ELF Gesamt       | 16     | 51      | 36      | 15      | 3       | 0       | 14            | 10            | 268           | 0             | 0       | 1       | 0       |
| Quellen: sportsmetrics.football |                  |        |         |         |         |         |         |               |               |               |               |         |         |         |